# Rhythm Thief & the Emperor's Treasure
Rhythm Thief & the Emperor's Treasure é um jogo de ritmo e ação lançado para 3DS que tem como protagonista Raphael, um ladrão com comportamentos estranhos. Raphael é na verdade Phantom R, famoso ladrão de antiguidade, mas que as rouba unicamente para descobrir o paradeiro de seu pai, as devolvendo logo em seguida.

## Jogabilidade
Durante o desenrolar das fases, Raphael confrontara situações onde a única solução será se deixar embalar pelo ritmo, no jogo também haverá a opção de comprar jogos rítmicos que podem ser aproveitados a qualquer instante.
Os minigames utilizarão de vários métodos do console 3DS, algumas vezes tendo que apertar botões, noutras ocasiões usará a stylus e terás também de mover o videogame para usar o sensor de movimentos. O título conta com jogos rítmicos, onde terá de: Tocar violino, evitar ataques de cavalheiros britânicos e usar de seu cachorro para atacar guardas.
Todos os seus atos durante os jogos são contados, até que no final, dependendo de seu desempenho receberá uma nota, acompanhada de uma estatística onde mostra seus acerto, erros, semi-acertos e combos.

### Multi-jogadores
Existem oito níveis multi-jogadores nos quais podes enfrentar um oponente da dança, em alguns deles o oponente não ira precisar de uma cópia do jogo

## Enredo
Raphael é aparentemente normal, mas esconde sua verdadeira identidade de “Phantom R”, o renomado ladrão com hábitos incomuns, sempre após roubar uma antiguidade a devolve logo que possível.
Mas o que Raphael realmente procura é seu pai, desaparecido há três anos. Tudo que o pai de Raphael lhe deixou foi uma estranha moeda e quando Raphael reconhece o símbolo dela em um bracelete, tem que roubá-lo;
Durante o roubo, Raphael alerta a segurança e quando fugia corre até uma garota chamada Marie, então percebe que seu violino tem o mesmo símbolo de sua moeda. Alguns homens vestidos como Napoleão aparecem, e raptam Marie, Raphael apenas corre.
O jogo então deixa várias dúvidas: Quem raptou Marie? Por que Phantom rouba antiguidades? E o que significa o estranho símbolo na moeda de Raphael?